# Medizinische Dokumentation
Ziel der Medizinischen Dokumentation ist geordnete Information und Wissen über Krankheitsbilder und Behandlungsmethoden (Typen) und für die individuellen Fälle einzelner Patienten (Instanzen) so zu ordnen, dass die medizinische Versorgung im weitesten Sinne unterstützt werden kann. Die medizinische Dokumentation erfasst Informationen nicht nur von Patienten, sondern auch von Gesunden, sofern sie z. B. systematisch untersucht werden (Beispiel Screening auf Krankheiten).
Die medizinische Dokumentation ist gleichzeitig Beweisunterlage für die Leistungsabrechnung. Sie muss daher nach SGB V revisionsfest und im Haftungsfall gerichtsfest verfasst sein.

## Medizinische Dokumentation für bestimmte Krankheitsbilder
Diese Qualität der medizinischen Dokumentation nennt keine Individuen, sondern beschreibt die Merkmale von Krankheitsbildern und den entsprechenden Behandlungsmethoden als Typen.
- Fachbücher
- Zeitschriften
- einzelne Veröffentlichungen
- Medizinische Leitlinien

Die Medizinischen Fachgesellschaften veröffentlichen in den Landessprachen national geprägte Medizinische Leitlinien. In Deutschland gibt es ca. 800 solcher Leitlinien in einer gemeinsamen Datenbank. In den USA gibt es ca. 1800 solcher Leitlinien in einer gemeinsamen Datenbank. Eine Übersicht über die Leitlinien der einzelnen Fachgesellschaften haben nur diese.
- Richtlinien
- Expertenempfehlungen
- Kataloge
- Klassifikationen
- etc.

### Methodisches Vorgehen
Die medizinische Dokumentation dient insbesondere mit anonymisierten Daten in Datenvergleichen und Auswertungen für Berichte und Studien
- für das Qualitätsmanagement in der methodischen und der epidemiologischen Forschung
- für die Beurteilung der medizinischen Versorgung in der Versorgungsforschung
- für die Ermittlung des mit den bekannten Methoden erreichten Outcomes zugunsten der Patienten

Die medizinische Dokumentation erstellt zum Beispiel:
- im Einzelfall die Dokumentation medizinischer Daten, d. h. Ergebnisse von medizinischen Beobachtungen oder Untersuchungen am einzelnen Patienten
- in der wissenschaftlichen Arbeit die synoptische Dokumentation medizinischer Erkenntnisse, d. h. Ergebnisse von methodischen Untersuchungen bekannte oder neuen Vorgehens für typische Krankheitsbilder aus einer Patientengruppe
- in der methodischen Betriebsführung einer Klinik eine Auswahl Klinischer Behandlungspfade.
- zur technischen Unterstützung der klinischen Arbeit zusammen mit den technischen Disziplinen Klassifikationen, Kataloge, Standards und Normen
- gemeinsam mit der betriebswirtschaftlichen Führung der Klinik Kostenmodelle und Regeln zur Kodierung der medizinischen Leistung.

Die medizinische Dokumentation benutzt zum Beispiel:
- Methoden der wissenschaftlichen Arbeit zur Dokumentation medizinischen Wissens  (z. B. Veröffentlichungen in Berichten, Zeitschriften und anderer Literatur).
- Verfahren der medizinischen Informatik zur Erfassung, Sammlung, Ordnung und Verdichtung medizinischer Daten

### Methodische Begründung
Das Fachgebiet der medizinischen Dokumentation wird repräsentiert durch den Deutschen Verband Medizinischer Dokumentare und hat enge Beziehungen zur Fachgesellschaft GMDS (Deutsche Gesellschaft für Medizinische Informatik, Biometrie und Epidemiologie). Die methodischen Vorschläge der Fachgesellschaften beschränken sich in der Regel auf den medizinischen Gehalt nach dem allgemein anerkannten Stand der medizinischen Wissenschaften. Dieser wird durch den Konsens der Universitäten und der Forschungsinstitute bestimmt.
Beide legen keine Mindestforderungen für die technische Handhabung fest, diese Aufgabe kommt regelmäßig den Anbietern entsprechender Content-Management-Systeme sowie internationalen Gremien der Normung und Standardisierung zu und wird durch den allgemeinen Wettbewerb und den anerkannten Stand der Technik bestimmt.

### Ersteller der wissenschaftlichen Dokumente
Diese Art der Dokumentation ist in der Regel anonymisiert. Insbesondere die Studiendokumentation folgt damit genau festgelegten Regeln, um beispielsweise für ein neues Medikament oder ein neues Behandlungsverfahren die Anerkennung der Fachkollegen und die Zulassung der Aufsichtsbehörden zu erlangen. Dazu wird vor Beginn einer Studie genau festgelegt, welche Dokumente zu erstellen sind und wie im Detail die zu sammelnden Informationen aus der Studie erfasst und niedergelegt werden sollen. Dazu werden in der Regel Content-Management-Systeme zur Sicherung der Konsistenz und der Vollständigkeit verwendet.

## Aufgabenstellungen im individuellen Einzelfall
Diese Qualität der medizinischen Dokumentation betrifft ausschließlich Individuen, also einzelne Patienten und beschreibt die diagnostizierten Merkmale von erkannten Krankheitsbildern und die entsprechend ausgewählten Behandlungsmethoden zur Behandlung desselben Patienten als Typen. Diese individuelle medizinische Dokumentation dient insbesondere für jeden einzelnen Fall:
- der Organisation der Patientenversorgung nach dem Stand der Medizinischen Wissenschaft und Technik
- den vertraglichen und gesetzlichen Dokumentationspflichten
- der Betriebsabrechnung in der Einrichtung der Leistungsträger und der Leistungsabrechnung gegenüber den Kostenträgern

### Bestandteile der Dokumentation im Einzelfall
Die Behandlung eines Patienten wird als Fall geschlossen dokumentiert. Die Zusammenfassung mehrerer solcher Falldokumentationen ergibt Teile einer Krankengeschichte. Die Zusammenfassung der Dokumente mehrerer Einrichtungen für den einzelnen Fall erfolgt physisch durch Sammeln der Dokumente möglichst zeitnah beim Informationsgewinn in der Behandlung des Patienten.
Zur medizinischen Dokumentation gehören alle Aufzeichnungen zur Behandlung der Patienten im einzelnen Fall, wie
- Diagnosedaten
- Labordaten
- medizinisches Bildmaterial

und zusammenfassend die
- Arztbriefe

### Methodische Begründung
Auch die fachliche Qualität der individuellen Dokumentation wird repräsentiert durch den Deutschen Verband Medizinischer Dokumentare und hat enge Beziehungen zur Fachgesellschaft GMDS (Deutsche Gesellschaft für Medizinische Informatik, Biometrie und Epidemiologie). Die methodischen Vorschläge der Fachgesellschaften beschränken sich in der Regel auf den medizinischen Gehalt und legen keine Mindestforderungen für die technische Handhabung fest. Diese Aufgabe kommt regelmäßig den Anbietern der entsprechenden Krankenhausinformationssysteme sowie internationalen Gremien der Normung und Standardisierung zu und wird durch den allgemeinen Wettbewerb und den anerkannten Stand der Technik bestimmt.

### Ersteller der individuellen Dokumente
Medizinische Dokumentation erfolgt zum Teil als Bestandteil ärztlicher Tätigkeit (einschließlich Hilfsberufe wie Pflegekräfte und Arzthelferinnen). Als berufliche Haupttätigkeit wird sie durch Medizinische Dokumentare, Dokumentationsassistenten und Fachangestellte für Medien- und Informationsdienste Fachrichtung Medizinische Dokumentation ausgeübt. In Deutschland gibt es unter anderem die Ausbildungsgänge zum Medizinischen Dokumentar und zum Medizinischen Dokumentationsassistenten, sowie Fachhochschulstudiengänge mit dem Abschluss Diplom-Dokumentar (FH) oder Bachelor.
Die medizinische Dokumentation dient auch als Beweisunterlage dem Schutz des Arztes und der Pfleger, dass sie ihre Arbeit ethik- und rechtskonform sowie vertragsgemäß durchgeführt haben. Die Unterlagen sollen dabei eine gute Übersichtlichkeit herstellen und Abläufe nachvollziehbar für Außenstehende machen. Dazu werden regelmäßig  Krankenhaus-Informationssysteme zur Sicherung der Authentizität, der Konsistenz und der Vollständigkeit verwendet. Eine ausschließlich papierene Dokumentation in Textblättern, Notizblättern und Bildern entspricht heute nicht mehr dem Stand der Technik und auch nicht den im deutschen Sozialgesetzbuch (SGB V und SGB X) festgelegten Zielsetzungen.

### Kodierung
Die Kodierung medizinischer Information ist seit den 90er Jahren des 19. Jahrhunderts ein inzwischen von der WHO der UN vorgegebener und mit der internationalen Klassifikation der Krankheiten ICD standardisierter methodischer Ansatz zur Verbesserung der Übersichtlichkeit der Information über eine Gesamtheit von Patienten. Bis heute ist die Unterstützung der klinischen Informationssysteme für solche Klassifikationen so schwach, dass die entsprechenden Auflagen zuallererst als Belastung der ärztlichen Tätigkeit verstanden werden. Dennoch ist unverkennbar, dass die medizinische Statistik und die darauf fußende Epidemiologie die Grundlage für die Bereitstellung von Mitteln für neue Schwerpunkte der Forschung bestimmen.
Mit der Einführung von Systemen zur Kodierung der medizinischen Leistung wurde diese Belastung ausschließlich für betriebswirtschaftliche Zwecke und spezielle der Buchhaltung der gesetzlichen Krankenversicherungen gravierend erhöht, ohne dass der einzelne Patient davon einen messbaren Vorteil hätte, also der Outcome gesteigert würde. Publikationen zur Wirksamkeit solcher Kodierung enden lediglich in der blanken und bisher unbewiesenen Vermutung eines Vorteils für die Gemeinschaft der Versicherten. Das widerspricht fundamental der allgemein erhobenen Anforderung nach Evidenzbasierter Medizin.

## Nationale Lösungen
Die Handhabung medizinischer Dokumentation ist länderspezifisch geregelt.

### Deutschland
Das methodische Vorgehen in Deutschland ist mittelbar über die tradierte tatsächliche Praxis definiert. Eine rationale Begründung für die Sinnfälligkeit der vielfältigen, speziellen und meist nicht zusammenhängenden Lösungen gibt es nicht. Eine für den einzelnen Fall geltende oder gar über den Fall hinausgehende Zusammenfassung der Krankengeschichte ist bisher in Deutschland nicht systematisch geregelt.
Das Deutsche Institut für Medizinische Dokumentation und Information (DIMDI) macht bisher keine Vorgaben zum medizinischen Inhalt der medizinischen Dokumentation, die über eine zentrale Registrierung von Daten, eine einheitliche Nomenklatur und eine systematische Klassifikation hinausgeht.
Die seit 2003 in Deutschland nach dem GKV-Modernisierungsgesetz eingeführte und durch das Institut für das Entgeltsystem im Krankenhaus, verfasst als InEK GmbH methodisch geführte Kodierung der medizinischen Leistung dient der medizinischen Dokumentation lediglich mittelbar. Sie schafft keine ergänzenden medizinischen Inhalte, sondern formalisiert neben der medizinischen Dokumentation lediglich die Grundlage für die Abrechnung und fasst die einzelnen Leistungen in einem System von Pauschalen zusammen. Infolge der kritischen Prüfung durch den Medizinischen Dienst der Krankenversicherung (MDK) nach Sozialgesetzbuch (SGB V) führt eine Prüfung der Kodierung in vielen Fällen zu einer Korrektur oder Ergänzung des Arztbriefes. Dieser bleibt auch in der pauschalen Abrechnung das zentrale Beweismittel erbrachter Leistung. Weder dokumentiert jedoch der Arztbrief zeitnah das authentische Geschehen in der Behandlung des Patienten noch liefert die Kodierung irgendeinen Mehrwert zum individuellen Outcome für den Patienten.

### Vereinigte Staaten von Amerika
In den USA schlägt das nationale Gesundheitsinstitut eine persönliche Krankenakte vor, die jeder Patient sich freiwillig zusammenstellen lassen und in einer sicheren Datenbank führen lassen oder sich aushändigen lassen kann.

### Vereinigtes Königreich
Der nationale Gesundheitsdienst führt in England, Schottland, Wales und Nordirland einen Bestand für alle Patienten. Nach verschiedenen Pannen in mehreren Bereichen der britischen Regierung gibt es mit dem Protection of Vulnerable Adults (POVA) Schema seit dem 11. November 2010 für die Gesundheitsverwaltung eine formulierte Vorgabe für den Schutz der Gesundheitsdaten.

### Schweden
Der nationale Gesundheitsdienst führt in Schweden einen zentralen Bestand für alle Patienten, der für alle behandelnden Ärzte jederzeit zugreifbar ist.